# Wilfred Bion
Wilfred Ruprecht Bion (Mathura, 8 de septiembre de 1897 - Oxford, 28 de agosto de 1979) fue un médico y psicoanalista británico.

## Biografía
Nació en India, donde vivió hasta los ocho años. Hijo de un empleado menor de la colonia británica, fue criado con los privilegios de los colonos en India. Luego se trasladó a Londres donde comenzó una vida de interno, con escasas visitas de sus padres. Se desarrolló como un gran deportista, especialmente en natación y waterpolo. Llegó a ser capitán del equipo. Sus escritos autobiográficos revelan ya, en esos años, una mirada del mundo muy especial, desencajada del sentido común de la represión social. Bion participó en las dos guerras mundiales, siendo condecorado y en calidad de héroe, en la segunda, experiencia que lo marca en forma arrolladora y que formará parte tanto de sus elaboraciones teóricas como de las personales en sus escritos. Más tarde, siendo ya bastante maduro, se forma como médico, psiquiatra y luego psicoanalista en la International Psychoanalytic Association, en Londres, llegando a ser presidente de la sede local de la sociedad británica.

## Obra
Su obra se basa inicialmente en Freud y Melanie Klein, pero siendo la primera parte de su obra de muy difícil lectura, dando la impresión de que intenta poner en las palabras oficiales de los maestros reconocidos, su pensamiento apasionado y muy personal. En la segunda parte de su obra, considerado por los kleinianos como psicotizado, es más libre y claro aunque revolucionario en extremo, místico e inspirado, con un pensamiento que siendo profundamente basado en el psicoanálisis, trasciende y amenaza toda la anquilosada estructura del movimiento de la época.
Sus contribuciones han tenido gran relevancia en el tratamiento de la psicosis desde la terapia analítica. Arriesgando una reelección en la presidencia institucional, decide marcharse, expresando la cita "antes de que le hundiese el peso de las medallas", y se va a Beverly Hills, California, donde prácticamente sin referencias inicia una nueva vida.
Deja huellas en la escuela californiana de psicoanálisis, entre ellos, dos grupos de fanáticos que se disputan la autoridad sobre el pensamiento del autor y otros cuantos menos relevantes pero no menos fanáticos. Se autodenominan "Bion's Babies" y "Kleinianos Furiosos". Para Bion el pensamiento humano y, dentro de él, el psicoanálisis, están en su prehistoria. Es fuerte su concepción respecto de la posible conexión con disciplinas esotéricas o de tradiciones filosóficas orientales, que aluden a un todo y la pertenencia de la humanidad a ello. Para el Bion del último período, la materialidad corporal de la fisiología nos mueve a engaño en el hecho de creernos seres individuales.

## Listado de la obra de Bion (en inglés)
| - Bion, W.R. (1940). The war of nerves. In Miller and Crichton-Miller (Eds.), The Neuroses in War (pp. 180 - 200). London: Macmillan, 1940. - Bion, W.R. (1943). Intra-group tensions in therapy, Lancet 2: 678/781 - Nov.27, 1943, in Experiences in Groups (1961). - Bion, W. R.(1946). Leaderless group project, Bulletin of the Menninger Clinic, 10: 77-81. - Bion, W. R. (1948a). Psychiatry in a time of crisis, British Journal of Medical Psychology, v. XXI. - Bion, W. R. (1948b). Experiences in groups, Human Relations, vols. I-IV, 1948-1951, Reprinted in Experiences in Groups (1961). - Bion, W. R. (1950). The imaginary twin, read to the British Psychoanalytical Society, 1 de noviembre de 1950. In Second Thoughts (1967). - Bion, W. R. (1952). Group dynamics: a review. International Journal of Psycho-Analysis, v. 33: , reimpreso en M. Klein, P. Heimann & R. Money-Kyrle (editors). New Directions in Psychoanalysis (pp. 440-477). Tavistock Publications, London, 1955. Reimpreso en Experiences in Groups (1961) - Bion, W. R. (1954). Notes on the theory of schizophrenia. Read in the Symposium "The Psychology of Schizophrenia" at the 18th International psycho-analytical congress, London, 1953 International Journal of Psycho-Analysis, v. 35: . Reprinted in Second Thoughts (1967). - Bion, W. R. (1955a). The Development of Schizophrenic Thought, International Journal of Psycho-Analysis, v. 37: . Reprinted in Second Thoughts (1967). - Bion, W. R. (1955b ). Language and the schizophrenic, in M. Klein, P. Heimann and R. Money-Kyrle (eds.) New Directions in Psychoanalysis (p. 220 - 239). Tavistock Publications, London, 1955. - Bion, W. R. (1957a). The differentiation of the psychotic from the non-psychotic personalities, International Journal of Psycho Analysis, v. 38. Reimpreso en Second Thoughts (1967). - Bion, W. R. (1957b). On Arrogance, 20th International Congress of Psycho-Analysis, Paris, in Second Thoughts (1967). - Bion, W. R. (1958). On Hallucination, International Journal of Psycho-Analysis, v. 39, parte 5. Reimpreso en Second Thoughts (1967). - Bion, W. R. (1959). Attacks on linking, International Journal of Psycho-Analysis, v. 40. Reimpreso en Second Thoughts (1967). - Bion, W. R. (1961). Experiences in Groups, London: Tavistock. - Bion, W. R. (1962a). A theory of thinking, International Journal of Psycho-Analysis, v. 43. Reimpreso en Second Thoughts (1967). - Bion, W. R. (1962b). Learning from Experience London: William Heinemann. [Reprinted London: Karnac Books]. Reimpreso en Seven Servants (1977e). - Bion, W. R. (1963). Elements of Psycho-Analysis, London: William Heinemann. [Reprinted London: Karnac Books]. Reimpreso en Seven Servants (1977e). - Bion, W. R. (1965). Transformations. London: William Heinemann [Reprinted London: Karnac Books 1984]. Reimpreso en Seven Servants (1977e). - Bion, W. R. (1966). Catastrophic change, Bulletin of The British Psychoanalytical Society, 1966, N.º 5. - Bion, W. R. (1967a). Second Thoughts, London: William Heinemann. [Reimpreso Londres: Karnac Books 1984]. - Bion, W. R. (1967b). Notes on memory and desire, Psycho-analytic Forum, v. II n.° 3 (p. 271 - 280) [reimpreso en E. Bott Spillius (Ed.). Melanie Klein Today v. 2 Mainly Practice (p. 17-21) London: Routledge 1988]. - Bion, W. R.(1970). Attention and Interpretation. London: Tavistock Publications. [Reimpreso London: Karnac Books 1984 y en Seven Servants (1977e). | - Bion, W.R. (1973). Bion's Brazilian Lectures 1. Rio de Janeiro: Imago Editora. Reimpreso en 1 v. London: Karnac Books 1990]. - Bion, W. R. (1974). Bion's Brazilian Lectures 2. Rio de Janeiro: Imago Editora. Reimpreso en 1 v. London: Karnac Books 1990]. - Bion, W.R. (1975). A Memoir of the Future, Book 1 The Dream. Rio de Janeiro: Imago Editora. Reimpreso en 1 v. con Books 2 y 3 y ‘The Key’ London: Karnac Books 1991]. - Bion, W. R. (1976a). Evidence. Bulletin British Psycho-Analytical Society N° 8, 1976. Reprinted in Clinical Seminars and Four Papers (1987). - Bion, W.R. (1976b). Interview, with A.G.Banet jr., Group and Organisation Studies, v. 1 N.º 3 (p. 268 - 285) septiembre 1976. - Bion, W.R. (1977a). A Memoir of the Future, Book 2 The Past Presented. Rio de Janeiro: Imago Editora. [Reprinted in one volume with Books 1 and 3 and ‘The Key’ London: Karnac Books 1991]. - Bion, W.R. (1977b). Two Papers: The Grid and Caesura. Rio de Janeiro: Imago Editora. [Reprinted London: Karnac Books 1989]. - Bion, W. R. (1977c). On a Quotation from Freud, in Borderline Personality Disorders, New York: International University Press. Reprinted in Clinical Seminars and Four Papers(1987). [Reprinted in Clinical Seminars and Other Works. London: Karnac Books, 1994]. - Bion, W. R. (1977d). Emotional Turbulence, in Borderline Personality Disorders, New York: International University Press. Reprinted in Clinical Seminars and Four Papers(1987). [Reprinted in Clinical Seminars and Other Works. London: Karnac Books, 1994]. - Bion, W. R. (1977e). Seven Servants. New York: Jason Aronson inc. (includes Elements of Psychoanalysis, Learning from Experience, Transformations, Attention and Interpretation). - Bion, W.R. (1978). Four Discussions with W.R. Bion. Perthshire: Clunie Press. [Reprinted in Clinical Seminars and Other Works. London: Karnac Books, 1994]. - Bion, W.R. (1979a). Making the best of a Bad Job. Bulletin British Psycho-Analytical Society, February 1979. Reprinted in Clinical Seminars and Four Papers (1987). [Reprinted in Clinical Seminars and Other Works. London: Karnac Books, 1994]. - Bion, W.R. (1979b). A Memoir of the Future, Book 3 The Dawn of Oblivion. Rio de Janeiro: Imago Editora. [Reprinted in one volume with Books 1 and 2 and ‘The Key’ London: Karnac Books 1991]. - Bion, W.R. (1980). Bion in New York and Sào Paolo. Editó F.Bion. Perthshire: Clunie Press. - Bion, W.R. (1981). A Key to A Memoir of the Future. Editó F.Bion. Perthshire: Clunie Press. [Reprinted in one volume London: Karnac Books 1991]. - Bion, W.R. (1982).). The Long Weekend: 1897-1919 (Part of a Life). Editó F.Bion. Abingdon: The Fleetwood Press. - Bion, W.R. (1985). All My Sins Remembered (Another part of a Life) and The Other Side of Genius: Family Letters. Editó F.Bion. Abingdon: The Fleetwood Press. - Bion, W.R. (1985). Seminari Italiani. Editó F.Bion. Roma: Borla. - Bion, W.R. (1987). Clinical Seminars and Four Papers, Editó F.Bion. Abingdon: Fleetwood Press. [Reprinted in Clinical Seminars and Other Works. London: Karnac Books, 1994]. - Bion, W.R. (1992). Cogitations. Editó F.Bion. London: Karnac Books. - Bion, W.R. (1997a). Taming Wild Thoughts. Editó F.Bion. London: Karnac Books. - Bion, W.R. (1997b). War Memoirs 1917 - 1919. Editó F.Bion. London: Karnac Books. - Bion, Wilfred R (1999). Seminar held in Paris, 10 de julio de 1978. Transcribió Francesca Bion Sept. |